# ʻEseta Fusituʻa
ʻEseta Fuafolau Vakapuna ʻa Ngu Fusituʻa – tongijska nauczycielka, urzędniczka i polityczka. Członkini Zgromadzenia Ustawodawczego, ministra ds. informatyzacji i komunikacji. Pierwsza kobieta z dyplomem studiów w kraju.

## Życiorys

### Młodość, edukacja i kariera zawodowa
W 1964 ukończyła studia pierwszego stopnia na Uniwersytecie w Auckland z dyplomem Bachelor of Arts. Została pierwszą kobietą pochodzącą z Tonga z dyplomem uniwersyteckim. W 1965 uzyskała prawo do wykonywania zawodu nauczyciela w Nowej Zelandii. W 1976 roku ukończyła studia drugiego stopnia na Australijskim Uniwersytecie Narodowym w Canberze z tytułem Master of Arts z historii.
W latach 1965–1967 pracowała jako nauczycielka w szkole średniej w Tondze. Od 1973 do 1981 roku była nauczycielką historii w Canberze. W 1982 roku pracowała jako zastępczyni sekretarza króla Tonga Taufaʻahau Tupou IV. Od 1982 do 1990 roku pracowała jako urzędniczka w ministerstwie edukacji. W 1990 roku była zastępczynią sekretarza w kancelarii premiera. W latach 1992–2001 pracowała jako zastępczyni sekretarza (w 2000 roku pełniła funkcje rzeczniczki prasowej), obsługując prace rady ministrów, a w latach 2001–2008 była głównym sekretarzem.

### Działalność polityczna
W 2009 roku była zastępczynią przewodniczącego komisji ds. konstytucyjnych i wyborczych.
30 kwietnia 2009 została mianowana ministrą ds. informatyzacji i komunikacji w rządzie Feletiego Sevele za zgodą tajnej rady. W związku z powołaniem na stanowisko ministerskie, została mianowana członkinią Zgromadzenia Ustawodawczego Tonga. Zakończyła pełnienie tego stanowiska w listopadzie 2010 roku, pod koniec kadencji parlamentu. Jako ministra opowiadała się za większą kontrolą nad wydawanymi w kraju treściami i gazetami.
W 2015 roku była członkinią Tonga Broadcasting Commission. Odmówiła dobrowolnej rezygnacji ze stanowiska, o którą prosił rząd ʻAkilisiego Pohivy. Została odwołana ze stanowiska, co skończyło się wieloletnią batalią sądową. W marcu 2016 roku sąd uznał decyzję rządu za niezgodną z prawem i nakazał przywrócenie jej na funkcję przewodniczącej TBC. Wielokrotnie odrzucała ugody proponowane przez kolejne rządy.

### Odznaczenia
31 lipca 2008 została odznaczona w pałacu królewskim orderem Ko e Fakalangilangi Ma’olunga ‘o Sālote Tupou III przez Mele Siuʻilikutapu.